# Manny Fernandez
Manuel Jose Fernandez (Oakland, 3 luglio 1946) è un giocatore di football americano statunitense che ha militato nel ruolo di defensive end per tutta la carriera con i Miami Dolphins della National Football League (NFL).

## Biografia
Dopo avere giocato al college all'Università dello Utah, Fernandez non fu scelto nel Draft NFL, firmando nel 1968 con i Miami Dolphins. Fu un autorevole candidato per il premio di MVP del Super Bowl VII. Scrisse Nick Buoniconti: "Fu la gara della sua vita, infatti fu la prova più dominante della storia del football per un defensive lineman, cosa che non gli è mai stata riconosciuta a sufficienza. Avrebbero dovuto rendere Manny Fernandez il co-MVP assieme a Jake Scott". Anche Larry Csonka affermò che Fernandez avrebbe dovuto essere premiato come MVP. Il premio era stato assegnato da Dick Schaap, editore di SPORT magazine. Schaap in seguito ammise che era rincasato tardi la notte precedente, faticando a vedere la partita dominata dalla difesa e che non era a conoscenza che Fernandez avesse messo a segno 17 tackle. Inoltre il giocatore aveva anche fatto registrare un sack sul quarterback dei Washington Redskins Billy Kilmer.
L'anno successivo, Fernandez totalizzò 5 tackle e un sack nel Super Bowl VIII vinto contro i Minnesota Vikings. In totale, in tre Super Bowl disputati, Fernandez mise a segno 28 tackle (più tre sack), una statistica non ufficiale ma superiore al primato di 22 di Bobby Wagner dei Seattle Seahawks.
In carriera, Fernandez mise a segno 35 sack, una cifra elevata per un giocatore nel ruolo di nose tackle, con un massimo di 8 nel 1971, leader dei Dolphins quell'anno. Nella storia della squadra, un solo nose tackle (Bob Baumhower con 39,5) ha fatto registrare più sack. Nei playoff, Fernandez ha totalizzato 5,5 sack, terzo nella storia della franchigia dietro i defensive end Kim Bokamper (8) e Trace Armstrong (6).

## Palmarès

### Franchigia
- Super Bowl : 2

Miami Dolphins: VII, VIII
- American Football Conference Championship: 3

Miami Dolphins: 1971, 1972, 1973

### Individuale
- Second-team All-Pro: 2

1970, 1973
- Miami Dolphins Honor Roll

## Statistiche
| Partite totali | 103 |
| Sack           | 35  |